# Брисуэла, Леопольдо
Леопольдо Брисуэла (исп. Leopoldo Brizuela; 8 июня 1963, Ла-Плата — 14 мая 2019) — аргентинский писатель, журналист, прозаик, поэт и переводчик, педагог, певец.

## Биография
Мать — из семьи каталонских эмигрантов-анархистов, отец — из аргентинской провинции Ла-Риоха. Рассказы начал публиковать в периодике в 1977, со следующего года печатался как журналист в различных изданиях страны. Некоторое время учился в Кембридже, получил степень бакалавра в Colegio San Luis (1980). Затем учился на юридическом и филологическом факультетах Национального университета Ла-Платы (c перерывами). С 1984 брал уроки у известной аргентинской певицы, композитора и музыковеда-фольклориста Леды Вальядарес, опубликовал интервью с ней и другими певцами Аргентины, сам выступал как певец. Первый роман «Сотканное из воды» опубликовал в 1985. В 1995—2001 преподавал сценарное искусство в alma mater. Переводил с английского (Генри Джеймс, Юдора Уэлти, Фланнери О’Коннор). В 2013 во время наводнения в Ла-Плате его дом был затоплен, погибла часть библиотеки.
Был открытым геем. Составил антологию аргентинской гомосексуальной прозы (2000) и несколько других антологий аргентинских авторов.
Умер 14 мая 2019 года.

## Книги
- 1985 — Ткань из воды/ Tejiendo agua, роман, Emecé, Buenos Aires (премия фонда Амалии Лакросе де Фортабат)
- 1995 — Волшебник/ Fado, стихи, La Marca, Buenos Aires
- 1999 — Англия. Сказка/ Inglaterra. Una fábula, роман, Alfaguara (премия газеты Clarín)
- 2001 — El placer de la cautiva, повесть
- 2002 — Мы, уходящие дальше всех/ Los que llegamos más lejos, рассказы, Alfaguara, Buenos Aires
- 2010 — Лиссабон. Мелодрама/ Lisboa. Un melodrama, роман, Alianza
- 2012 — В ту же ночь/ Una misma noche, роман, Alfaguara (премия издательства Alfaguara[3])

## Признание
- Премия фонда Konex за лучшую книгу рассказов пятилетия 1999—2004 (2004).